# Altlußheim
Altlußheim è un comune tedesco di 5 328 abitanti, situato nel land del Baden-Württemberg.

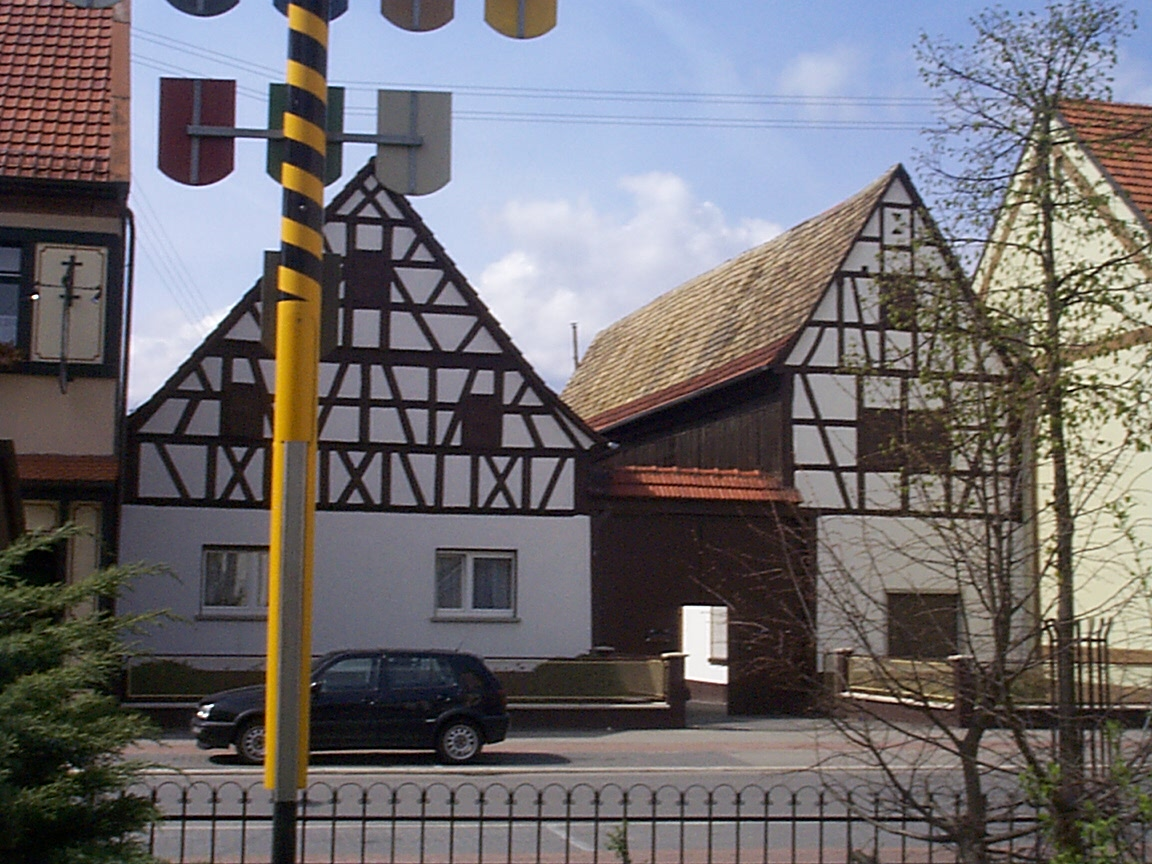
Frankish homestead

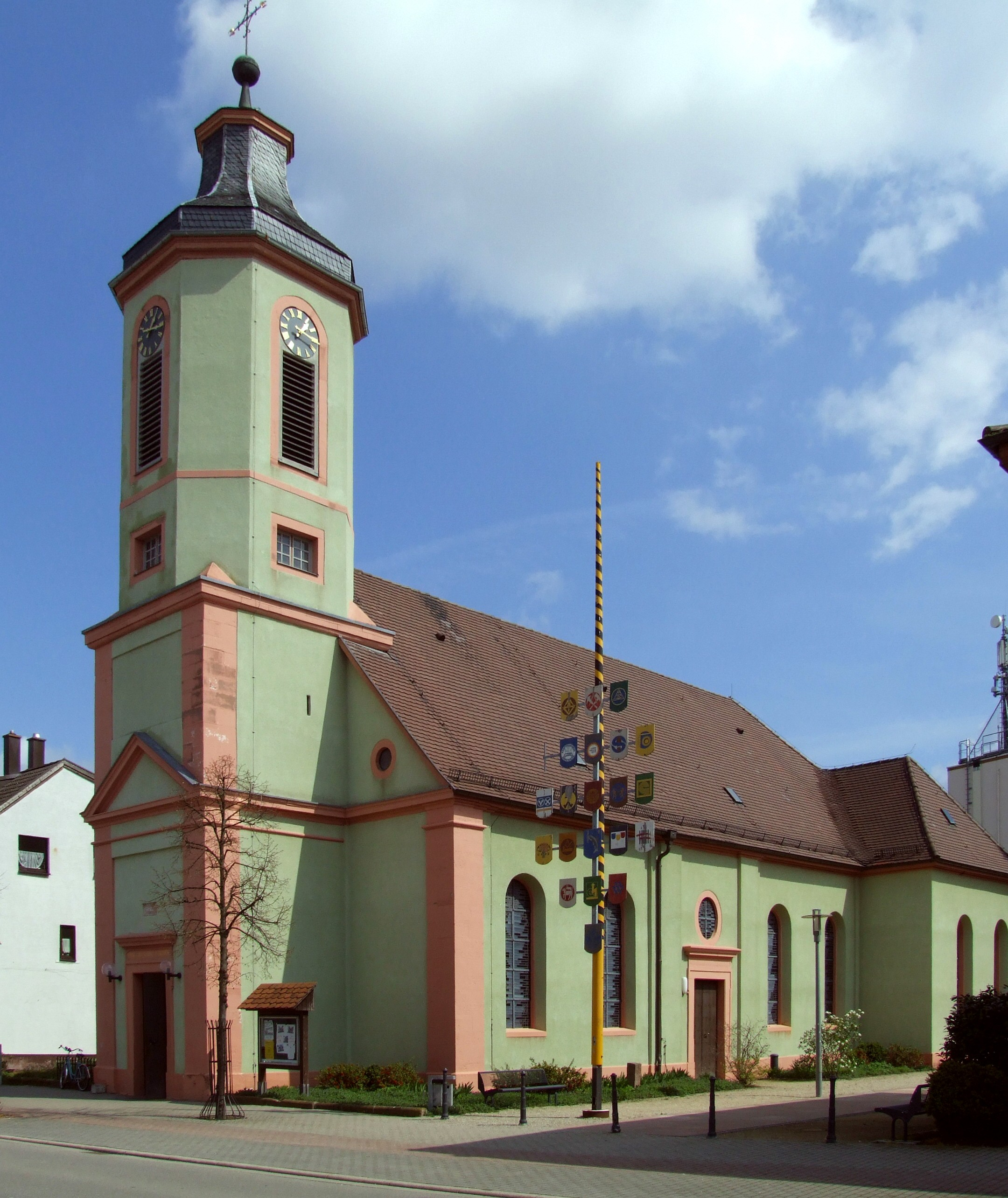
Chiesa protestante Altlußheim

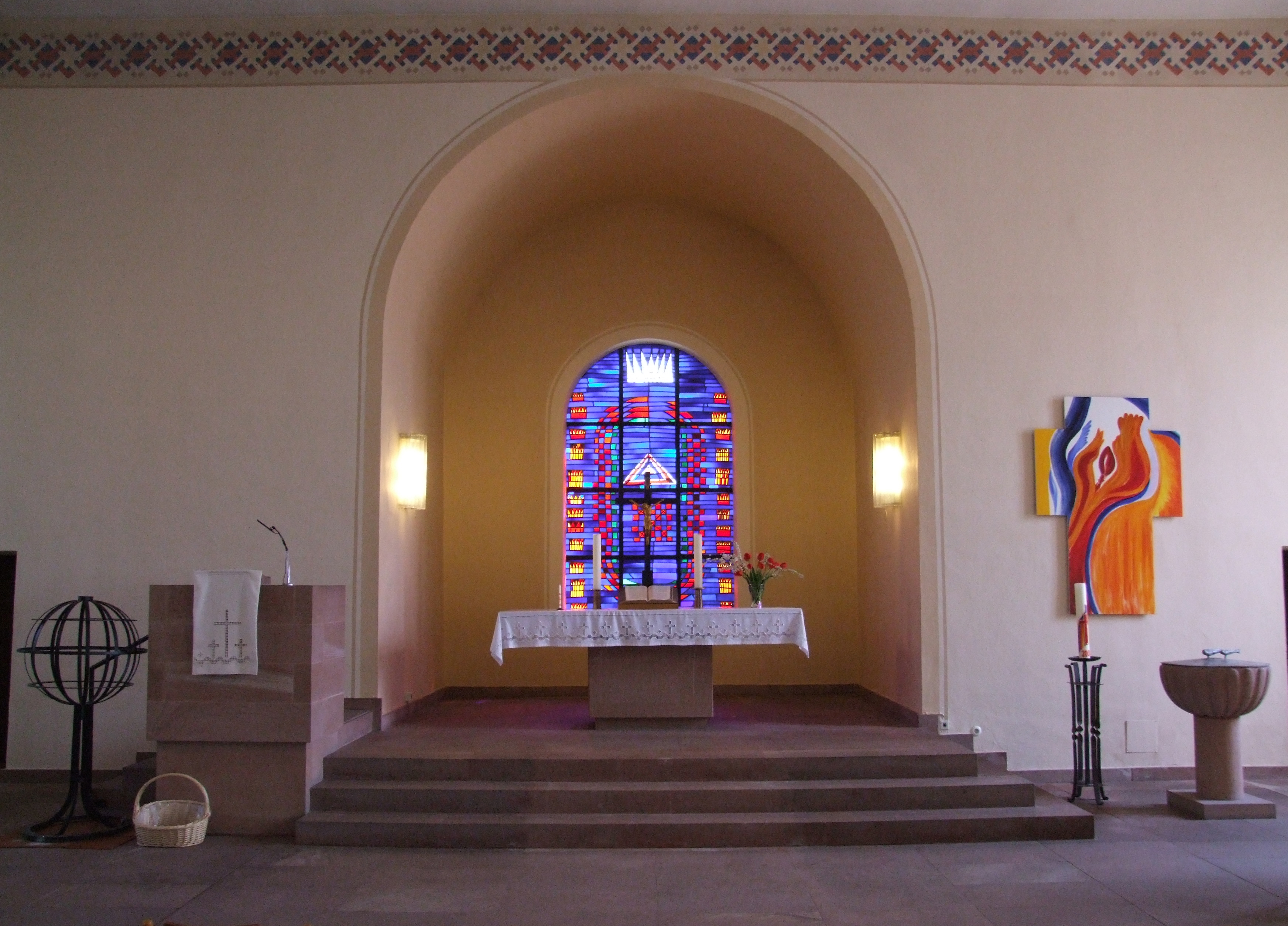
Chiesa protestante Altlußheim

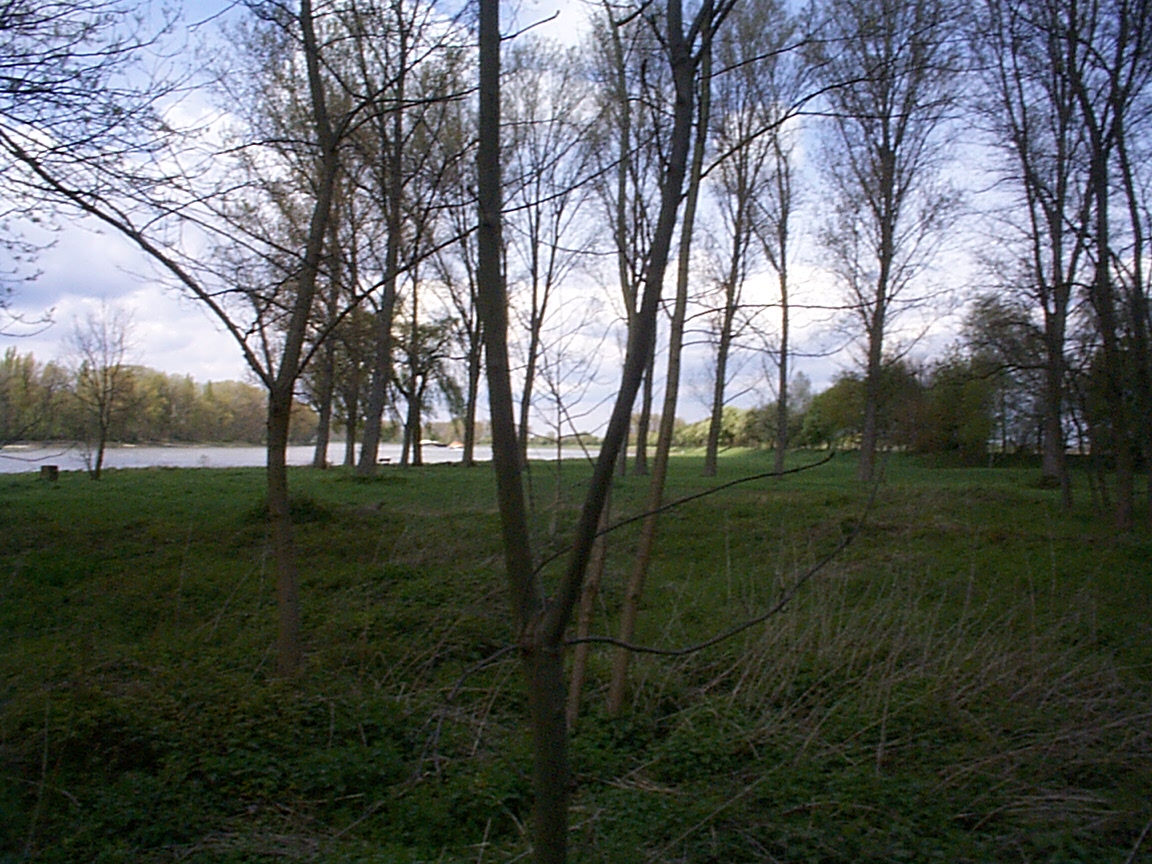
Il Reno ad Altlußheim

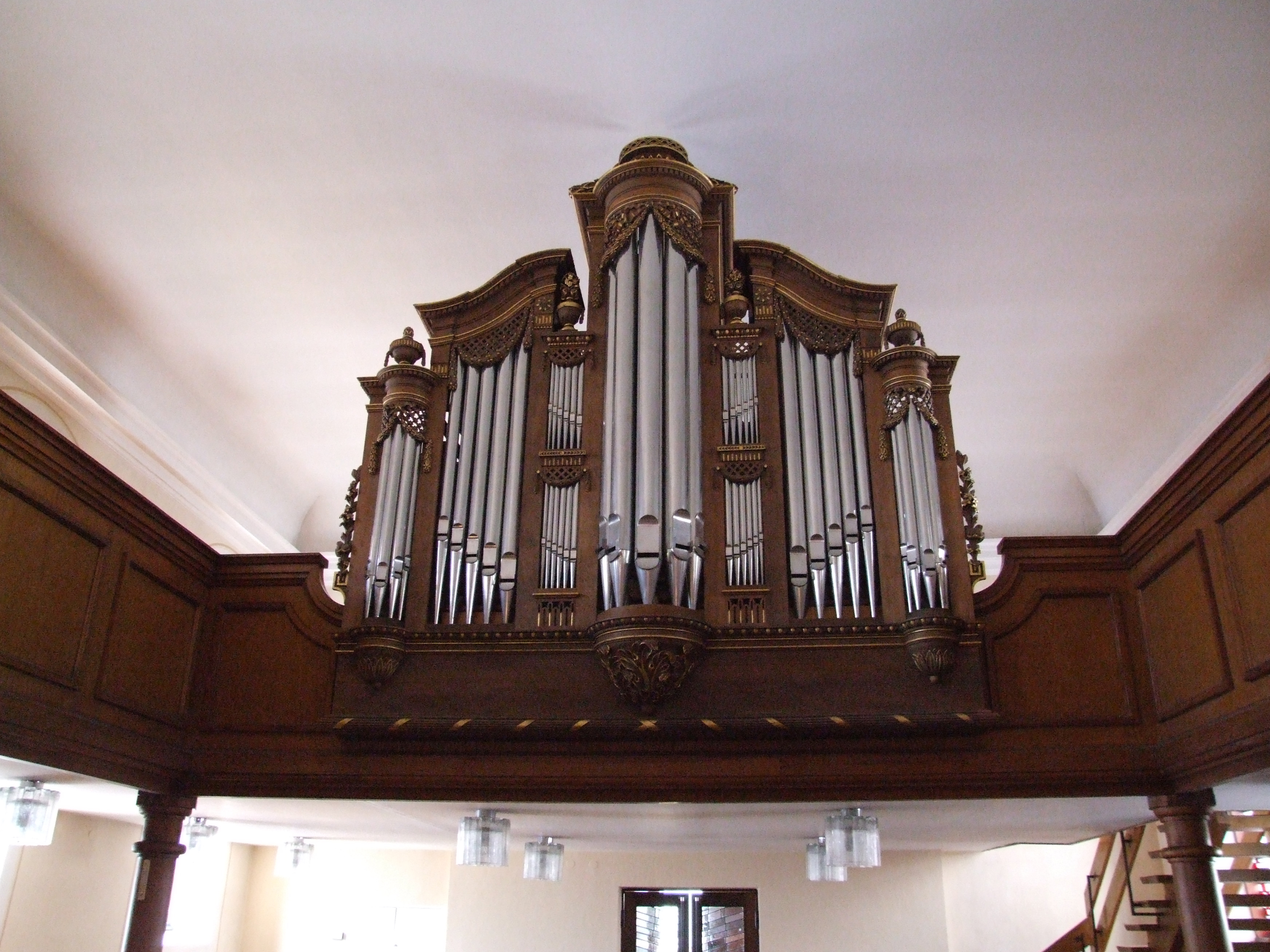
Chiesa protestante Altlußheim

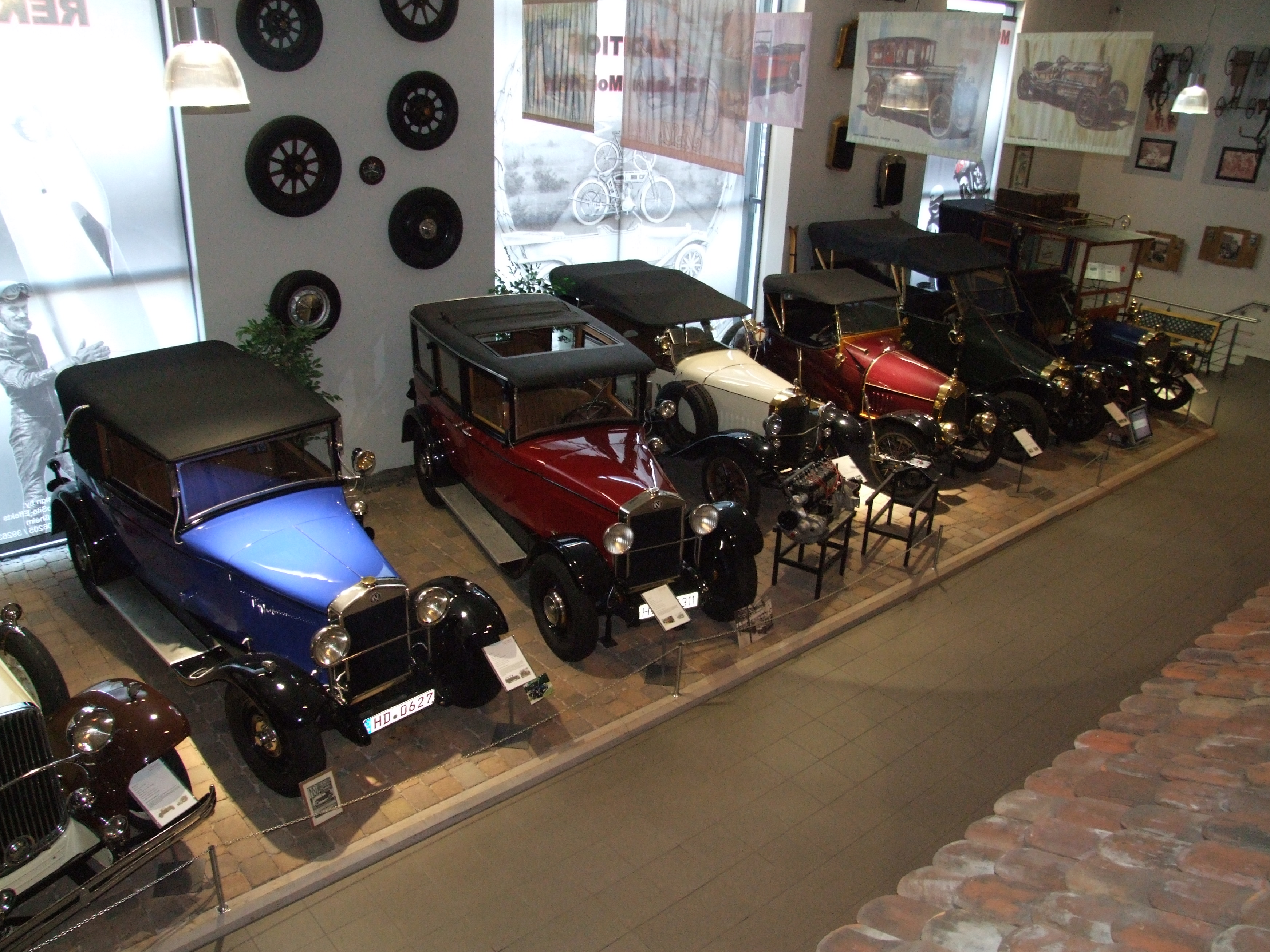
NSU-Oldtimer, Museum Autovision, Altlußheim